# Psittacula krameri
La cotorra de Kramer (Psittacula krameri) es una especie de ave psitaciforme de la familia Psittaculidae originaria de África y el sur de Asia, que está ampliamente distribuida por otras partes del mundo debido a escapes y sueltas de animales de jaula.

## Etimología
El nombre del género, Psittacula, es un diminutivo del latín psittacus, "loro", y el epíteto krameri es un homenaje al naturalista austríaco Wilhelm Heinrich Kramer, de ahí que se le conozca su nombre común de "cotorra de Kramer".

## Descripción y comportamiento
La cotorra de Kramer posee dimorfismo sexual a diferencia de otros tipos de cotorras, ya que el macho adulto luce un anillo en el cuello rosa y negro, mientras que las hembras y los jóvenes no muestran anillos en el cuello o muestran anillos en el cuello con forma de sombra de color gris pálido a gris oscuro. Ambos sexos tienen un color verde distintivo en la naturaleza, y los criados en cautiverio tienen múltiples mutaciones de color que incluyen azul, amarillo, blanco, rosa, canela, entre otros colores. Estas cotorras miden en promedio 40 cm (16 pulgadas) de largo, incluidas las plumas de la cola, una gran parte de su longitud total. Su longitud promedio de ala única es de aproximadamente 15 a 17,5 cm (5,9 a 6,9 pulgadas). En estado salvaje, esta cotorra es una especie de ave gritona con un sonido inconfundible. Puede aprender a imitar algunas palabras, pero no tiene excelente capacidad de imitar como otros loros. Tanto los machos como las hembras tienen la capacidad de imitar el habla humana. Primero, la cotorra escucha su entorno y luego copia la voz del hablante humano. Algunas personas crían a mano papilleros de cotorras de Kramer para este propósito. Dichos loros se vuelven bastante mansos y receptivos al aprendizaje. Tienen un habla extremadamente clara y son uno de los mejores loros parlantes. Es un perico herbívoro y no migra. Aunque son buscados como mascotas, hay que tener en cuenta que son aves posesivas, es decir, loros que adquieren carácter territorial, y pueden atacar a cualquier persona o animal desconocido que no sea de su agrado. Además son cotorras destructivas y que demandan mucha atención, de lo contrario, pueden volverse desconfiadas y regresar a su estado salvaje, donde no les agrada la compañía con los humanos, y generalmente, no les agrada la compañía de otras especies de loros u otras aves.

## Distribución
Desde el siglo XIX, la cotorra de Kramer ha colonizado con éxito muchos otros países. Se reproduce más al norte que cualquier otra especie de loro. Se ha establecido a gran escala en Alemania, Francia, Bélgica, los Países Bajos, Italia y, especialmente, el Reino Unido. Originalmente se distribuía en la India, Pakistán, Sri Lanka, Nepal y África, entre otros. Actualmente, debido a una suelta incontrolada, es una plaga en la ciudad de Sevilla en España.

## Alimentación
En la naturaleza, las cotorras de Kramer generalmente se alimentan de brotes, frutas, verduras, nueces, bayas y semillas. Las bandadas salvajes también vuelan varias millas para buscar alimento en huertos, causando grandes daños a los cultivos agrícolas. Las cotorras salvajes visitan regularmente los jardines y otros lugares cerca de la habitación humana, tomando comida de comederos para aves.
En la India, se alimentan de granos de cereal, y durante el invierno también de gandules. En Egipto, durante la primavera, se alimentan de moreras y en verano se alimentan de dátiles y anidan dentro de las palmeras y comen de los campos de girasol y maíz.

## Reproducción

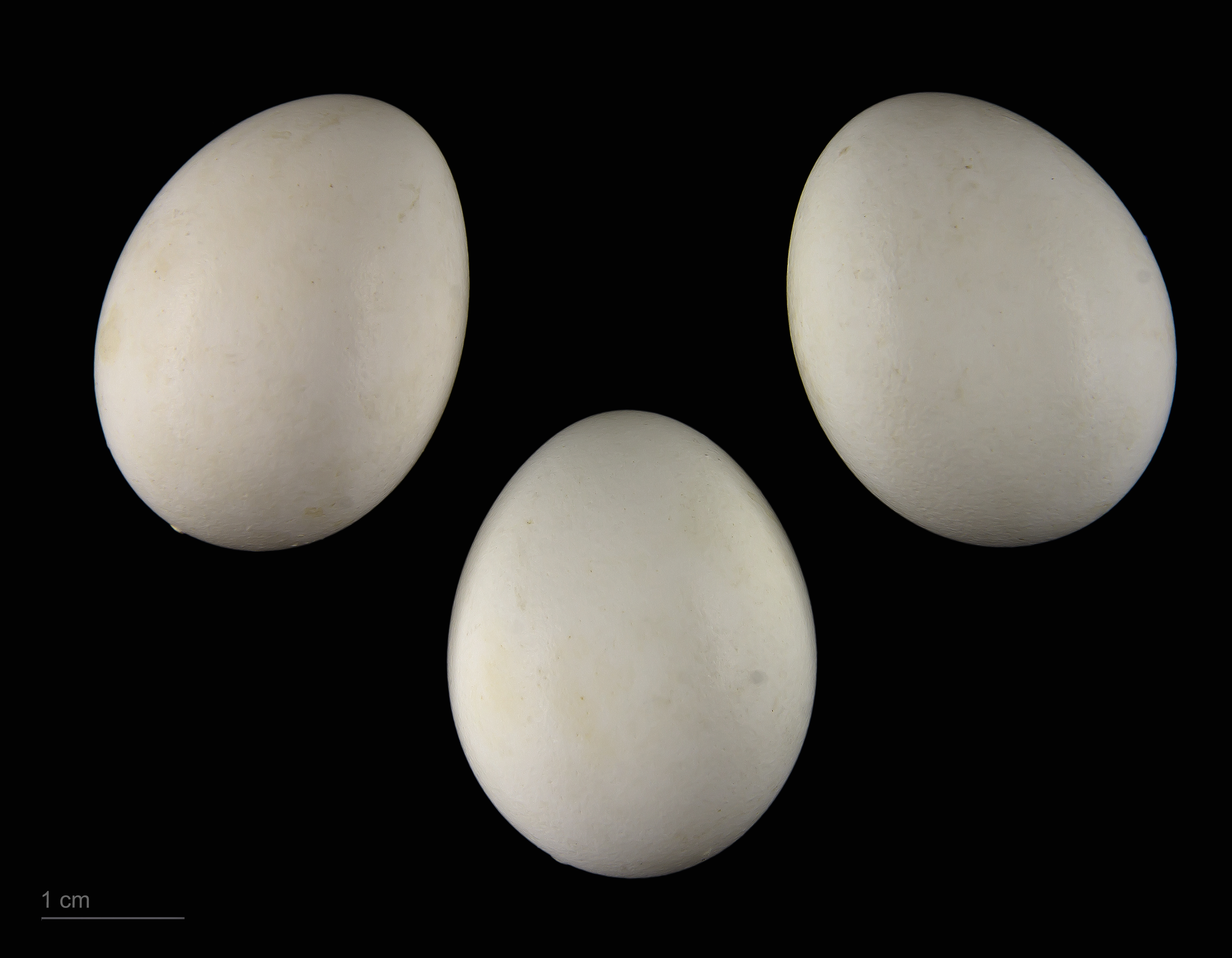
Psittacula krameri - MHNT

En el noroeste de la India, las cotorras de Kramer forman parejas de septiembre a diciembre. No tienen compañeros de vida y, a menudo, se reproducen con otra pareja durante la siguiente temporada de reproducción. Durante esta estación fría, seleccionan y defienden los sitios de anidación, evitando así la competencia por los sitios con otras aves. Alimentarse con cultivos de guisantes de invierno proporciona a la hembra los nutrientes necesarios para la producción de huevos. La hembra pone de dos a seis huevos y ella los incuba, aunque el macho raras veces participa en la incubación. Aproximadamente a los 23 días nacen los pichones, que de abril a junio son cuidados y alimentados por sus padres. Los pichones dejan el nido antes de la temporada del monzón.

## Subespecies
Se reconocen cuatro subespecies, dos de cada una agrupadas en un continente distinto:

### Subespecies africanas
- Psittacula krameri krameri
- Psittacula krameri parvirostris

### Subespecies asiáticas
- Psittacula krameri borealis
- Psittacula krameri manillensis

## La cotorra de Kramer como especie invasora
Debido a su potencial colonizador y constituir una amenaza grave para las especies autóctonas, los hábitats o los ecosistemas, esta especie ha sido incluida en el Catálogo Español de Especies Exóticas Invasoras, regulado por el Real Decreto 630/2013, de 2 de agosto, estando prohibida en España su introducción en el medio natural, posesión, transporte, tráfico y comercio.
La Comunidad de Madrid, a través de la Consejería de Medio Ambiente y Ordenación del Territorio, en el artículo 22, de la Orden 1613/2013, de 25 de junio, establece el permiso regulado para la captura y muerte de cualquier ejemplar de cotorra de Kramer (Psittacula krameri) y de cotorra argentina (Myiopsitta monachus), durante la práctica de cualquier actividad cinegética autorizada, durante los períodos hábiles de caza. Además, faculta a todos los municipios de la Comunidad de Madrid para establecer mecanismos de control de las especies de fauna declaradas como exóticas invasoras, dado que suponen un riesgo para algunas especies autóctonas, especialmente el nóctulo grande, al que esta ave expulsa de sus refugios en las oquedades de los troncos.

## Galería

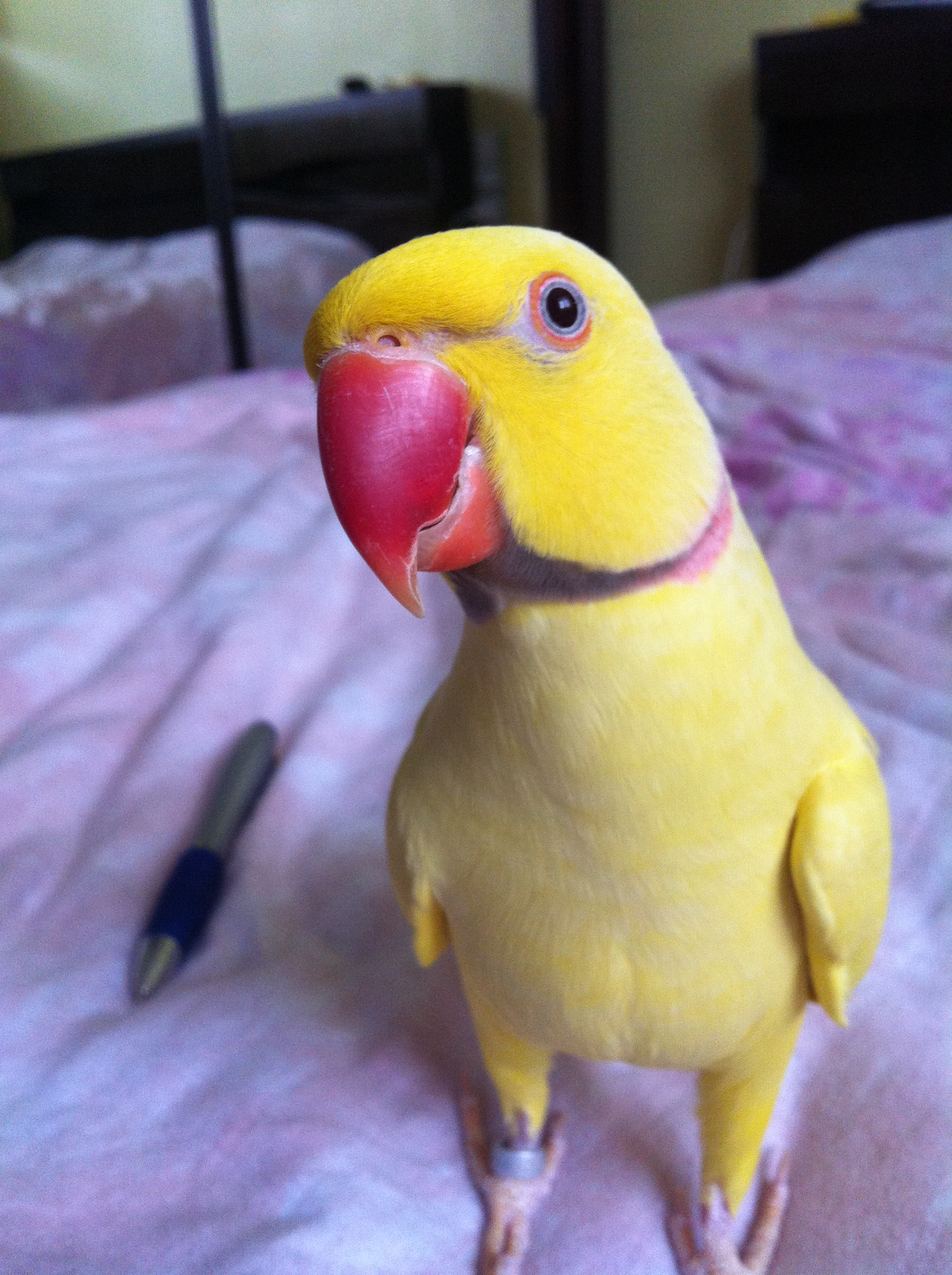
Cotorra de Kramer amarilla.
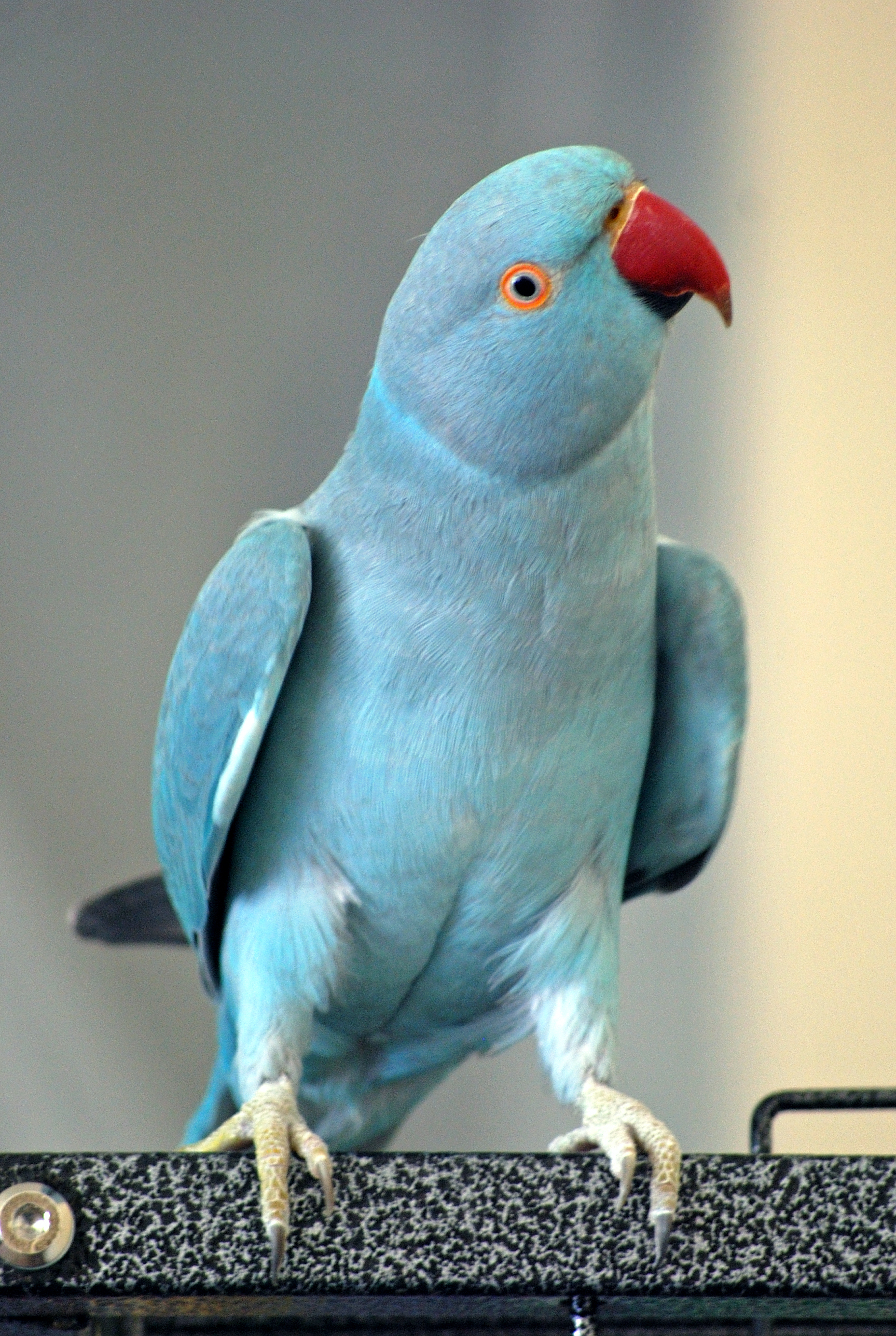
Cotorra de Kramer azul.
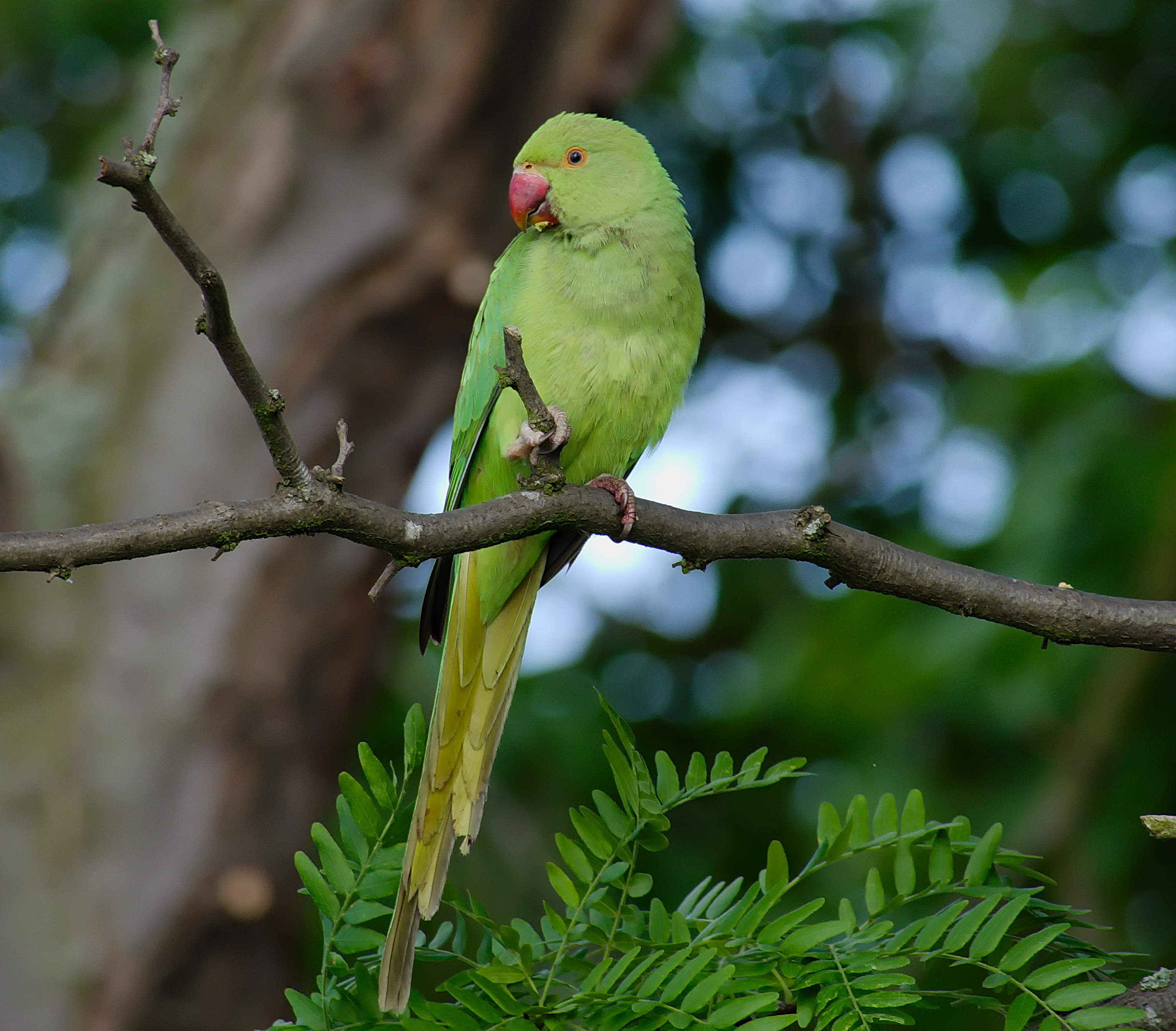
Cotorra de Kramer en Alemania.
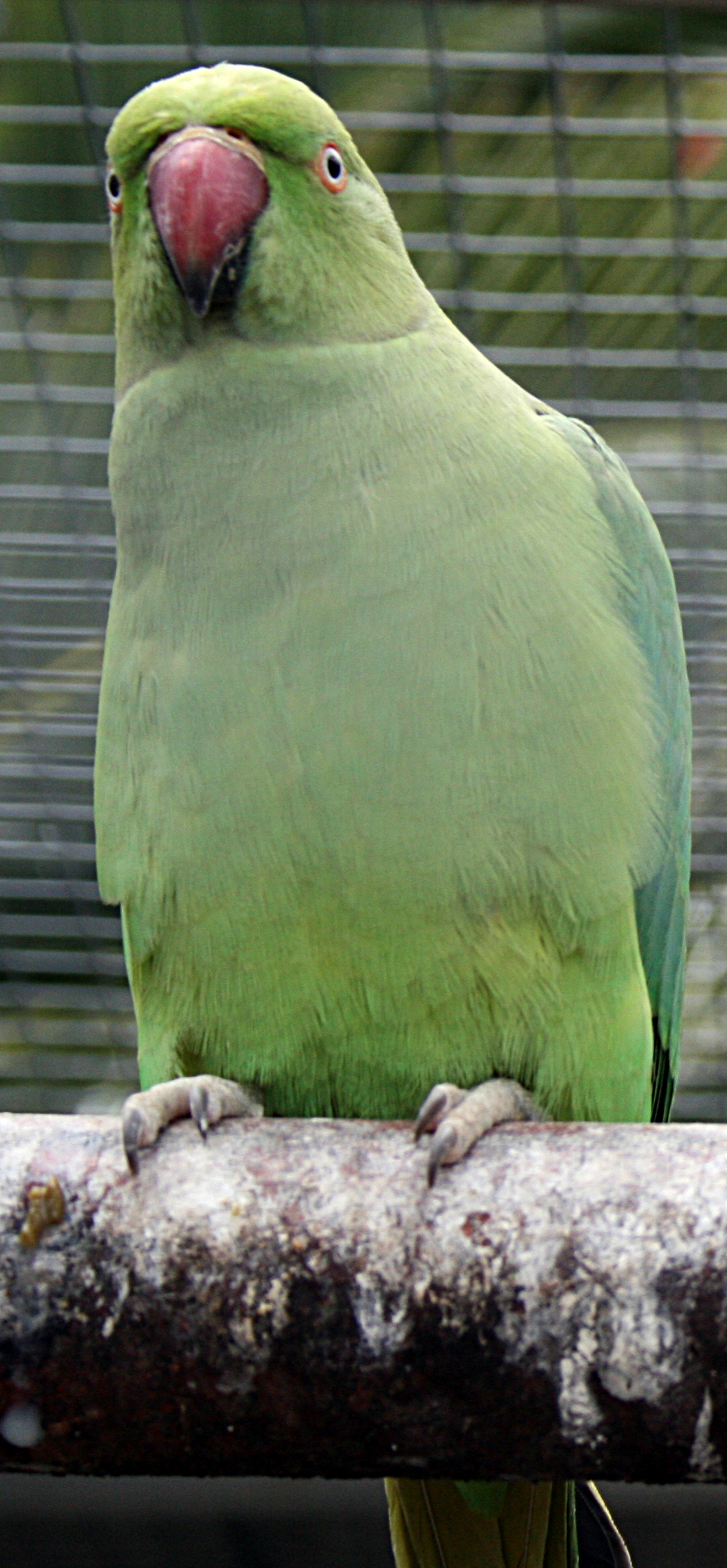
En el jardín botánico de Funchal, Azores.